# Roberto Bussinello
Roberto Bussinello (ur. 4 października 1927 roku w Pistoii, zm. 24 sierpnia 1999 roku w Vicenzy) – włoski kierowca wyścigowy.
Po ukończeniu szkoły inżynierskiej rozpoczął ściganie się w 1958 roku. Był początkowo kierowcą testowym De Tomaso. Wziął udział w trzech wyścigach zaliczanych do klasyfikacji Mistrzostw Świata Formuły 1. Brał udział również w eliminacjach nie wliczanych do tej klasyfikacji (między innymi BRDC International Trophy, Grand Prix Syrakuz, Coppa Italia, Grand Prix Modeny, Grand Prix Neapolu, Grand Prix Solitude), a także wyścigach długodystansowych: 6h Sandown i 24h Le Mans (w 1964 i 1965 roku).

## Wyniki
| Legenda oznaczeń w tabelach wyników Wyświetl szablon na nowej stronie | Legenda oznaczeń w tabelach wyników Wyświetl szablon na nowej stronie                                                                     |
| Oznaczenie                                                            | Wyjaśnienie |
| --------------------------------------------------------------------- | --- |
| Złoty                                                                 | Zwycięzca lub mistrzostwo |
| Srebrny                                                               | 2. miejsce lub wicemistrzostwo |
| Brązowy                                                               | 3. miejsce lub II wicemistrzostwo |
| Zielony                                                               | Ukończył, punktował (w klasyfikacji generalnej, gdy zdobył co najmniej jeden punkt na przestrzeni sezonu, poza trzema powyższymi opcjami) |
| Niebieski                                                             | Ukończył, nie punktował (w klasyfikacji generalnej, gdy nie zdobył co najmniej jednego punktu na przestrzeni sezonu)                      |
| Czerwony                                                              | Nie zakwalifikował się (NZ) |
| Czerwony                                                              | Nie prekwalifikował się (NPK) |
| Różowy                                                                | Nie ukończył (NU) |
| Różowy                                                                | Niesklasyfikowany (NS) (w klasyfikacji generalnej, gdy nie został sklasyfikowany w żadnym wyścigu sezonu)                                 |
| Czarny                                                                | Zdyskwalifikowany (DK) |
| Czarny                                                                | Wykluczony (WYK/EX) |
| Biały                                                                 | Nie wystartował (NW) |
| Biały                                                                 | Kontuzjowany (K/INJ) |
| Biały                                                                 | Wyścig odwołany (OD/C) |
| Bez koloru                                                            | Został wycofany (WYC/WD) |
| Bez koloru                                                            | Nie przybył (NP/DNA) |
| Bez koloru                                                            | Nie brał udziału w treningach (NT/DNP) |
| Bez koloru                                                            | Nie został zgłoszony (–) |
| Pogrubienie                                                           | Start z pole position |
| Kursywa                                                               | Najszybsze okrążenie wyścigu |
| †                                                                     | Nie ukończył, ale jego rezultat został zaliczony ze względu na przejechanie więcej niż 90% dystansu wyścigu.                              |
| *                                                                     | Sezon w trakcie |
| 1/2/3                                                                 | Punktowana pozycja w sprincie kwalifikacyjnym                                                                                             |
| Lista systemów punktacji Formuły 1                                    | |

| Rok  | Zespół              | Konstruktor      | Silnik        | 1   | 2   | 3   | 4   | 5   | 6   | 7      | 8      | 9   | 10  | Msc. | Pkt. |
| ---- | ------------------- | ---------------- | ------------- | --- | --- | --- | --- | --- | --- | ------ | ------ | --- | --- | ---- | ---- |
| 1961 | Isobele de Tomaso   | De Tomaso F1 004 | Alfa Romeo R4 | MON | NED | BEL | FRA | GBR | GER | ITA NU | USA    |     |     | –    | 0    |
| 1965 | Scuderia Centro Sud | BRM P57          | BRM V8        | RSA | MON | BEL | FRA | GBR | NED | GER NZ | ITA 13 | USA | MEX | –    | 0    |